# (2434) Bateson
(2434) Bateson est un astéroïde de la ceinture principale.

## Description
(2434) Bateson est un astéroïde de la ceinture principale. Il fut découvert le 27 mai 1981 à Lac Tekapo par Alan C. Gilmore et Pamela M. Kilmartin
. Il présente une orbite caractérisée par un demi-grand axe de 3,08 UA, une excentricité de 0,17 et une inclinaison de 15,6° par rapport à l'écliptique.

## Compléments